# 마이크 파슨
마이크 파슨(Michael Lynn Parson, 1955년 9월 17일 ~ )은 미국의 정치인으로 제57대 미주리주 주지사이다.

## 학력
- 하와이 대학교 마노아
- 메릴랜드 대학교

## 경력
- 미국 육군 군사경찰대 상사
- 1993 ~ 2004 폴크 카운티 보안관
- 2005.01 ~ 2011.01 제93·94·95대 미주리주 제133구 하원의원
- 2011.01 ~ 2017.01 제96·97·98대 미주리주 제28구 상원의원
- 2017.01 ~ 2018.06 제47대 미주리주 부지사
- 2018.06 ~ 2025.01 제57대 미주리주 주지사

## 역대 선거 결과
| 선거명      | 직책명                        | 대수 | 정당   | 득표율  | 득표수      | 결과 | 당락               |
| ----------- | ----------------------------- | ---- | ------ | ------- | ----------- | ---- | ------------------ |
| 2004년 선거 | 하원의원 (미주리 제133선거구) | 93대 | 공화당 | 74.70%  | 11,471표    | 1위  | 미주리 주의원 당선 |
| 2006년 선거 | 하원의원 (미주리 제133선거구) | 94대 | 공화당 | 100.00% | 10,831표    | 1위  | 미주리 주의원 당선 |
| 2008년 선거 | 하원의원 (미주리 제133선거구) | 95대 | 공화당 | 100.00% | 14,325표    | 1위  | 미주리 주의원 당선 |
| 2010년 선거 | 상원의원 (미주리 제28부)      | 96대 | 공화당 | 83.72%  | 47,380표    | 1위  | 미주리 주의원 당선 |
| 2014년 선거 | 상원의원 (미주리 제28부)      | 98대 | 공화당 | 100.00% | 34,571표    | 1위  | 미주리 주의원 당선 |
| 2016년 선거 | 미주리 부지사                 | 47대 | 공화당 | 52.80%  | 1,459,392표 | 1위  | 미주리 부지사 당선 |
| 2020년 선거 | 미주리 주지사                 | 57대 | 공화당 | 57.11%  | 1,720,202표 | 1위  | 미주리 주지사 당선 |

## 참고 자료
- 공식블로그
- 마이크 파슨 - X
- 마이크 파슨 - 페이스북
- 마이크 파슨 - 인스타그램

| 전임 로니 밀러 | 제93·94·95대 하원의원 (미주리 제133선거구) 2005년 1월 5일 ~ 2011년 1월 5일 | 후임 수 엔틸리셔 |

| 전임 델버트 스콧 | 제96·97·98대 상원의원 (미주리 제28부) 2011년 1월 5일 ~ 2017년 1월 4일 | 후임 샌디 크로포드 |

| 전임 피터 킨더 | 제47대 미주리 부지사 2017년 1월 9일 ~ 2018년 6월 1일 | 후임 마이크 키호 |

| 전임 에릭 그레이튼스 | 제57대 미주리 주지사 2018년 6월 1일 ~ 2025년 1월 13일 | 후임 마이크 키호 |